# Nasi ojcowie pracują
Nasi ojcowie pracują – tom wierszy dla dzieci autorstwa Stefana Themersona wydany w 1933 r. Celem dydaktycznym tych wierszy jest nauczenie dzieci szacunku dla każdego zawodu - strażaka, młynarza, aktora, czy lotnika. Autor stara się przekonać, że praca, niezależnie od jej charakteru, może być powodem do dumy, jeśli tylko wykonywana jest z zaangażowaniem i pasją.